# 杜銓
杜 銓（と せん、生没年不詳）は、北魏の人物。字は士衡。本貫は京兆郡杜陵県。高祖父は西晋の杜預。曾祖父は杜躋。祖父は杜冑。父は杜嶷。

## 経歴
後燕の秘書監杜嶷の子として生まれた。趙郡に居住し、学問で身を立てて、盧玄や高允らとともに北魏に登用されて中書博士となった。明元密杜皇后の父の杜豹が濮陽で亡くなると、太武帝は鄴で葬儀をおこなわせるべく、司徒の崔浩に天下の杜氏のうちで名望の高いものを訊ねると、崔浩は京兆の杜氏であると答えた。太武帝が京兆の杜氏の長老1人に杜豹の葬儀のための宗正をつとめさせようと人選を求めると、崔浩は杜氏の最上位として杜銓を推薦した。このため杜銓は召し出されて、宗正となり、陽平王杜超の子の杜道生とともに杜豹の柩を迎え、鄴の南に葬った。このため杜銓は杜超と肉親同様につきあうようになり、杜超の勧めを受けて趙郡から魏郡に住居を移した。散騎侍郎となり、中書侍郎に転じ、新豊侯の爵位を受けた。死去すると、平南将軍・相州刺史の位を追贈され、魏県侯に追封された。諡は宣といった。
子の杜振は、字を季元といい、中書博士となった。

## 伝記資料
- 『魏書』巻45 列伝第33
- 『北史』巻26 列伝第14